# Alan Metter
Alan Dennis Metter (ur. 19 sierpnia 1933 w Sharon, zm. 7 czerwca 2020 w Fort Lauderdale) – amerykański reżyser, scenarzysta i producent filmowy.

## Życiorys
Urodził się w Sharon w stanie Massachusetts. Ukończył studia na wydziale filozofii Uniwersytetu Arizony i podjął pracę jako copywriter tworząc scenariusze reklam dla Volkswagena czy American Airlines. Jego przygoda z reżyserią rozpoczęła się od pracy przy teledyskach Olivii Newton-John - „Deeper Than the Night” (1978), „A Little More Love” (1978) i „Totally Hot” (1978). Był reżyserem wideoklipów George’a Harissona i komedii telewizyjnej NBC The Winds of Whoopie (1983) ze Steve’em Martinem.
W 1985 wyreżyserował komedię muzyczną Dziewczyny chcą się bawić (Girls Just Want to Have Fun) z Sarah Jessiką Parker i Helen Hunt. Pracował przy komedii Powrót do szkoły (Back to School, 1986) z Rodneyem Dangerfieldem i Sally Kellerman, a także Przeprowadzka (1988) z Richardem Pryorem i Beverly Todd. Wyreżyserował również siódmą część Akademii Policyjnej - Misja w Moskwie (1994) oraz filmy z bliźniaczkami Mary-Kate Olsen i Ashley Olsen - Randka z billboardu (Billboard Dad, 1998) i Paszport do Paryża (Passport to Paris, 1999).
W 2009 przeprowadził się do Los Angeles, gdzie poznał swoją przyszłą partnerkę Katherine O’Flynn. Razem zaprojektowali dom w Truro, który w 2019 znalazł się na okładce magazynu „New England Home”.
Zmarł 7 czerwca 2020 w Fort Lauderdale na Florydzie na atak serca. Wiadomość została potwierdzona przez jego syna Juliana Maxa Mettera.